# Robert Lambert Baynes
Pour les articles homonymes, voir Baynes (homonymie).
Robert Lambert Baynes (1796 – 7 septembre 1869) est un contre-amiral de la Royal Navy.
Il entre dans la Royal Navy en 1810. Il sert à bord du vaisseau amiral britannique Asia lors de la bataille de Navarin en 1827.
Son attitude lors de la guerre du cochon à propos des îles San Juan en 1859 aide à la résolution pacifique du conflit entre les États-Unis et le Royaume-Uni (le cochon fut la seule victime du conflit). Il refuse en effet d'obéir au gouverneur de l'île de Vancouver, James Douglas, et de faire débarquer des troupes pour attaquer les soldats américains.

## Distinctions et hommages
- Chevalier commandeur de l'Ordre du Bain (KCB), 18 avril 1860
- Le détroit entre l'île de Vancouver et l'île Denman porte son nom
- La principale ville de l'île Saltspring porte le nom de son navire, le HMS Ganges